# Prosto z serca
Hum Dil De Chuke Sanam (polski tytuł: Prosto z serca, rosyjski: "Na wieki twoja", angielski: "Straight From the Heart", niemiecki: "Ich gab Dir mein Herz, Geliebter"; tłum. tytułu: "Podarowałem moje serce") – bollywoodzki film, który miał premierę w 1999 roku. Film wyreżyserował Sanjay Leela Bhansali. Występują w nim gwiazdy Bollywoodu: Salman Khan, Ajay Devgan i Aishwarya Rai. Część obrazu była kręcona w Budapeszcie, na Węgrzech (w filmie pełnią one rolę Włoch).

## Fabuła
Sameer (Salman Khan) (pół Włoch, pół Hindus) przyjeżdża do domu Pandita Darbara (Vikram Gokhale) – wybitnego znawcy indyjskiej muzyki tradycyjnej z prośbą o naukę. Jako gość dostaje najlepszy pokój w domu, jednak jego właścicielka Nandini (Aishwarya Rai) nie jest tym zachwycona i jako jedyna z całej rodziny nie ulega urokowi Sameera. Z czasem początkowa niechęć zamienia się w miłość. Kiedy ich romans wychodzi na jaw, Pandit zakańcza naukę Sameera i każe mu wyjechać. Chłopak wraca do Włoch, jednak nadal pisze listy do ukochanej. Niestety Nandini odbiera je dopiero po ślubie z Vanrajem (Ajay Devgan).

## Obsada
- Ajay Devgan – Vanraj
- Salman Khan – Sameer Rafilini
- Aishwarya Rai – Nandini
- Vikram Gokhale – Pundit Darbar
- Smita Jaykar – Amrita
- Zohra Sehgal – Babcia
- Rajeev Verma – Vikramjeet
- Kermati Desai – Bhairav
- Vinay Pathak – Tarun
- Kanu Gill – Mama Vanraja
- Ahsan Khan – Nilesh
- Amrik Gill – Panditji
- István Wohlmuth – Fotograf
- Csilla Szabo
- Sheeba Chaddha – Anupama
- Helen – Pani Rafilini
- Dimple Inamdar – Shilpa
- Divya Jagdale – Sanjukta
- Perjes Janos
- Akash Karnataki – Bharat
- Jameel Khan – Nimesh
- Preeti Koppikar – Radha
- Sehoor Magda – Nauczyciel
- Atul Kumar Mittal – Kamlesh
- Ghanshyam Naik – Vitthal Kaka
- Harry Paintal – Haresh
- Rekha Rao – Kamna Pui
- Corallo Ray – Doctor
- Canny Singh – Parul
- Milind Ukey – Muzyk indyjski
- Meenakshi Verma – Pushpa

## Piosenki
- „Aankhon ki Gustakhiyan Maaf Ho” – Kavita Krishnamurthy, Kumar Sonu
- „Albela Sajan” – Kavita Krishnamurthy, Ustad Sultan Khan, Sankar Mahadevan
- „Chand Chupa Badal Mein” – Alka Yagnik, Udit Narayan
- „Dholi Taro Dhol Baje” – Kavita Krishnamurthy, Vinod Rathod, Karsan Sargithia
- „Hum Dil De Chuke Sanam” – Kavita Krishnamurthy, Md Salwat
- „Jhonka Hawa Ka Aaj Bhi” – Hariharan, Kavita Krishnamurthy
- „Kaipoche (Dheel De De Re Bhaiya)” – Sankar Mahadevan, Jyotsna, Damyanti Bardaj, K Kay
- „Love Theme” – Kavita Krishnamurthy, Sankar Mahadevan
- „Man Mohini Teri Ada” – Shankar Mahadevan
- „Nimbooda Nimbooda” – Kavita Krishnamurthy, Karsan Sargithia
- „Tadap Tadap Ke Is Dil” – K Kay, Dominique

## Zdjęcia
Zdjęcia do filmu realizowane były na terenie Węgier (Budapeszt), Indii (Mandvi, Bhudź, Gondal, Jaisalmer, Dźodhpur, Hajdarabad – studio).